# Cryptomeigenia aurifacies
Cryptomeigenia aurifacies là một loài ruồi trong họ Tachinidae.